# Bompresso

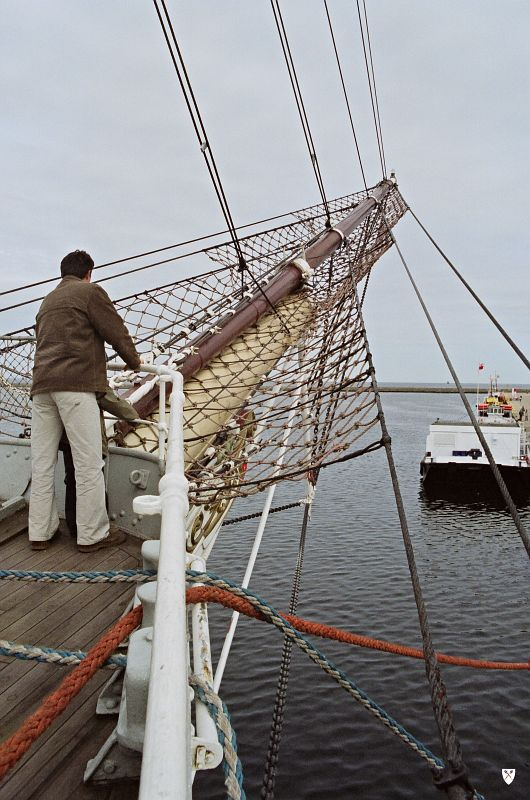
Il bompresso del Dar Pomorza visto dal ponte. Notare le reti di sicurezza

Il bompresso è un albero montato a prua delle antiche navi e armato nelle imbarcazioni di fattura più moderna per le andature di traverso, lasco, granlasco e, più raramente, poppa (o fil di ruota).

## Storia
Il bompresso nacque come punto di ancoraggio delle manovre chiamate boline delle vele di trinchetto, e per ancorarvi gli stralli del trinchetto. In seguito sotto di esso si montò un pennone e una vela detta di civada e anche un alberetto verticale portante un'ulteriore vela quadra detta di controcivada. Il bompresso era montato in posizione inclinata da 30 a 45 gradi rispetto all'orizzonte. Negli ultimi decenni delle navi a vela al bompresso erano ancorate anche le vele triangolari dette fiocchi.
Più recentemente il bompresso viene utilizzato su imbarcazioni di piccole e medie dimensioni, come i 49er o i Mini 6.50, congiuntamente a un gennaker per le andature di traverso, lasco e poppa. Il legno utilizzato per i bompressi delle vecchie imbarcazioni è stato sostituito da materiali più leggeri, quali alluminio, carbonio o, molto di rado, titanio.

## Galleria d'immagini

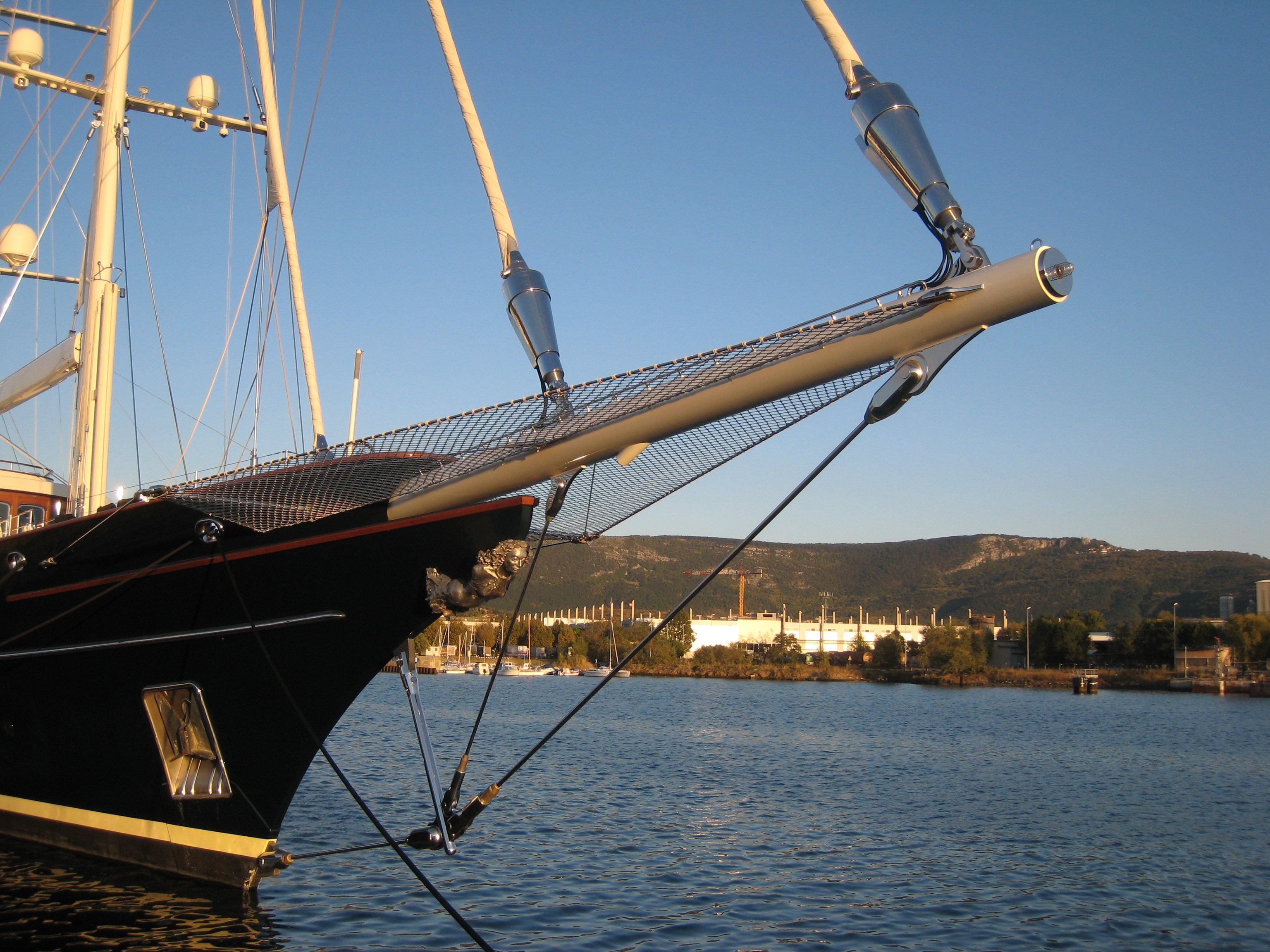
Il bompresso di un moderno veliero
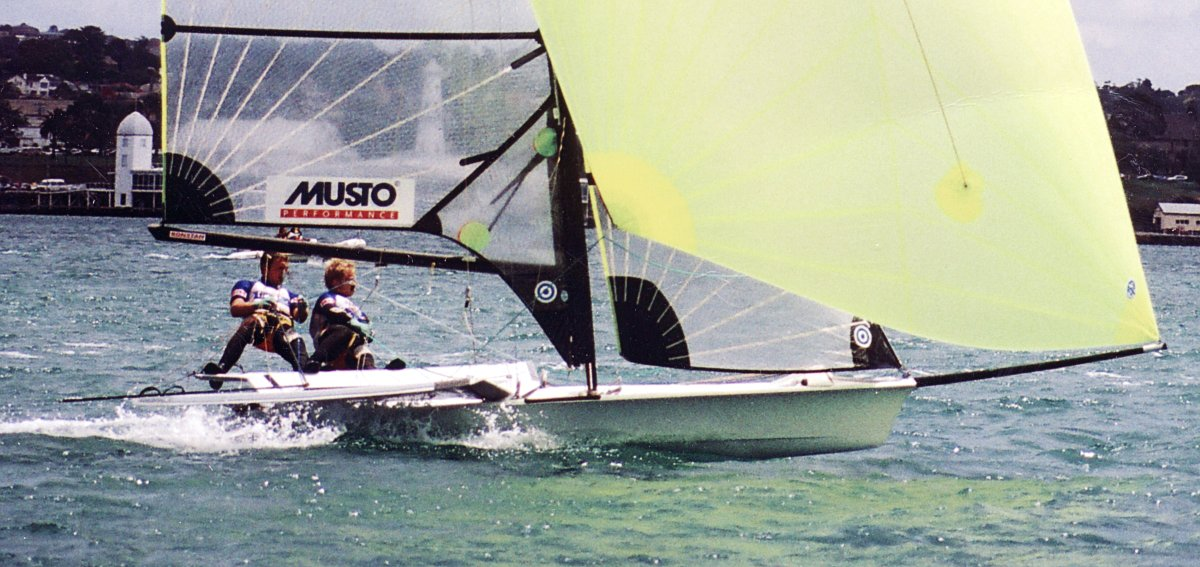
Un bompresso moderno, a prua di questo 49er